# Ngamatapouri
Ngamatapouri  est une petite localité rurale de l’Île du Nord de la Nouvelle-Zélande.

## Situation
Elle est localisée sur le trajet de la vallée du fleuve Waitotara (en) à 47 km au nord du village de Waitotara, dans le sud de la région de Taranaki,.

## Accès
La ville de Wanganui est à environ 80 km vers le sud-est.
La route est goudronnée jusqu’à l’école.

## Activité
Le centre de la vie de la Communauté trouve au niveau de l’école de Ngamatapouri.
L’activité de ce secteur est orientée de façon prédominante vers l’élevage des moutons et des bœufs au sein de fermes pastorales.

## Éducation
L’école de Ngamatapouri School (en) est une école primaire mixte allant de l’année 1 à 8 avec un taux de décile de 4 et un effectif de 9 élèves.